# Drodzy biali!
Drodzy biali! – amerykański serial telewizyjny (komediodramat, satyra) wyprodukowany przez SisterLee Productions, Culture Machine, Code Red, Homegrown Pictures, Roadside Attractions oraz Lionsgate Television, który jest luźną adaptacją powieści Dear White People autorstwa Justina Simiena.
Wszystkie 10 odcinków pierwszej serii zostało udostępnionych 28 kwietnia 2017 roku na stronie internetowej platformy Netflix.

## Fabuła
Serial opowiada o grupie ciemnoskórych studentów, którzy są dyskryminowani przez białych członków Ligi Bluszczowej.

## Obsada

### Główna
- Logan Browning jako Samantha White[2]
- Brandon P. Bell jako Troy Fairbanks[2]
- DeRon Horton jako Lionel Higgins[3]
- Antoinette Robertson jako Colandrea "Coco" Conners[3]
- John Patrick Amedori jako Gabe Mitchell[3]
- Marque Richardson jako Reggie Green[3]
- Ashley Blaine Featherson jako Joelle Brooks[3]

### Role drugoplanowe
- Obba Babatundé jako Dean Fairbanks
- Ally Maki jako Ikumi
- Caitlin Carver jako Muffy Tuttle
- Wyatt Nash jako Kurt Fletcher[4]
- Brant Daugherty jako Thane Lockwood[5]
- Nia Long jako Neika Hobbs[6]
- Mia Jervier jako Kelsey Phillips[4]
- Jeremy Tardy jako Rashid Bakr[7]
- Jemar Michael jako Al[8]
- Francia Raisa jako Vanessa
- Alex Alcheh jako Milo
- DJ Blickenstaff jako Silvio

## Odcinki
| Sezon | Sezon | Odcinki | Oryginalna emisja Netflix | Oryginalna emisja Netflix | Oryginalna emisja | Oryginalna emisja | Oryginalna emisja |
| Sezon | Sezon | Odcinki | Premiera sezonu           | Finał sezonu              | Premiera sezonu   | Finał sezonu      |                   |
| ----- | ----- | ------- | ------------------------- | ------------------------- | ----------------- | ----------------- | ----------------- |
|       | 1     | 10      | 28 kwietnia 2017          | 28 kwietnia 2017          | 28 kwietnia 2017  | 28 kwietnia 2017  |                   |
|       | 2     | 10      | 4 maja 2018               | 4 maja 2018               | 4 maja 2018       | 4 maja 2018       |                   |
|       | 3     | 10      | 2 sierpnia 2019           | 2 sierpnia 2019           | 2 sierpnia 2019   | 2 sierpnia 2019   |                   |
|       | 4     | 10      | 22 września 2021          | 22 września 2021          | 22 września 2021  | 22 września 2021  |                   |

### Sezon 1 (2017)
| Nr | #  | Tytuł        | Reżyseria        | Scenariusz                | Premiera Netflix | Premiera w Polsce Netflix |
| -- | -- | ------------ | ---------------- | ------------------------- | ---------------- | ------------------------- |
| 1  | 1  | Chapter I    | Justin Simien    | Justin Simien             | 28 kwietnia 2017 | 28 kwietnia 2017          |
| 2  | 2  | Chapter II   | Justin Simien    | Justin Simien             | 28 kwietnia 2017 | 28 kwietnia 2017          |
| 3  | 3  | Chapter III  | Tina Mabry       | Chuck Hayward             | 28 kwietnia 2017 | 28 kwietnia 2017          |
| 4  | 4  | Chapter IV   | Tina Mabry       | Njeri Brown               | 28 kwietnia 2017 | 28 kwietnia 2017          |
| 5  | 5  | Chapter V    | Barry Jenkins    | Chuck Hayward, Jack Moore | 28 kwietnia 2017 | 28 kwietnia 2017          |
| 6  | 6  | Chapter VI   | Steven Tsuchida  | Leann Bowen               | 28 kwietnia 2017 | 28 kwietnia 2017          |
| 7  | 7  | Chapter VII  | Nisha Ganatra    | Jack Moore                | 28 kwietnia 2017 | 28 kwietnia 2017          |
| 8  | 8  | Chapter VIII | Charlie McDowell | Nastaran Dibai            | 28 kwietnia 2017 | 28 kwietnia 2017          |
| 9  | 9  | Chapter IX   | Nisha Ganatra    | Chuck Hayward, Jack Moore | 28 kwietnia 2017 | 28 kwietnia 2017          |
| 10 | 10 | Chapter X    | Justin Simien    | Justin Simien             | 28 kwietnia 2017 | 28 kwietnia 2017          |

### Sezon 2 (2018)
| Nr | #  | Tytuł        | Reżyseria                  | Scenariusz                        | Premiera Netflix | Premiera w Polsce Netflix |
| -- | -- | ------------ | -------------------------- | --------------------------------- | ---------------- | ------------------------- |
| 11 | 1  | Chapter I    | Justin Simien              | Justin Simien                     | 4 maja 2018      | 4 maja 2018               |
| 12 | 2  | Chapter II   | Kevin Bray                 | Chuck Hayward                     | 4 maja 2018      | 4 maja 2018               |
| 13 | 3  | Chapter III  | Charlie McDowell           | Justin Simien                     | 4 maja 2018      | 4 maja 2018               |
| 14 | 4  | Chapter IV   | Kimberly Peirce            | Njeri Brown                       | 4 maja 2018      | 4 maja 2018               |
| 15 | 5  | Chapter V    | Salli Richardson-Whitfield | Leann Bowen                       | 4 maja 2018      | 4 maja 2018               |
| 16 | 6  | Chapter VI   | Justin Simien              | Jack Moore, Chuck Hayward         | 4 maja 2018      | 4 maja 2018               |
| 17 | 7  | Chapter VII  | Steven Tsuchida            | Yvette Lee Bowser, Nastaran Dibai | 4 maja 2018      | 4 maja 2018               |
| 18 | 8  | Chapter VIII | Justin Simien              | Jack Moore                        | 4 maja 2018      | 4 maja 2018               |
| 19 | 9  | Chapter IX   | Janicza Bravo              | Nastaran Dibai, Yvette Lee Bowser | 4 maja 2018      | 4 maja 2018               |
| 20 | 10 | Chapter X    | Justin Simien              | Njeri Brown, Justin Simien        | 4 maja 2018      | 4 maja 2018               |

### Sezon 3 (2019)
| Nr | #  | Tytuł        | Reżyseria                  | Scenariusz                      | Premiera Netflix | Premiera w Polsce Netflix |
| -- | -- | ------------ | -------------------------- | ------------------------------- | ---------------- | ------------------------- |
| 21 | 1  | Chapter I    | Justin Simien              | Jack Moore Al                   | 2 sierpnia 2019  | 2 sierpnia 2019           |
| 22 | 2  | Chapter II   | Marta Cunningham           | Leann Bowen                     | 2 sierpnia 2019  | 2 sierpnia 2019           |
| 23 | 3  | Chapter III  | Kimberly Peirce            | Justin Simien                   | 2 sierpnia 2019  | 2 sierpnia 2019           |
| 24 | 4  | Chapter IV   | Justin Tipping             | Chuck Hayward                   | 2 sierpnia 2019  | 2 sierpnia 2019           |
| 25 | 5  | Chapter V    | Cheryl Dunye               | Nastaran Dibai                  | 2 sierpnia 2019  | 2 sierpnia 2019           |
| 26 | 6  | Chapter VI   | Steven Tsuchida            | Chuck Hayward & Jack Moore Gabe | 2 sierpnia 2019  | 2 sierpnia 2019           |
| 27 | 7  | Chapter VII  | Tiffany Johnson            | Leann Bowen & Steven J. Kung    | 2 sierpnia 2019  | 2 sierpnia 2019           |
| 28 | 8  | Chapter VIII | Sam Bailey                 | Njeri Brown                     | 2 sierpnia 2019  | 2 sierpnia 2019           |
| 29 | 9  | Chapter IX   | Salli Richardson-Whitfield | Njeri Brown & Nastaran Dibai    | 2 sierpnia 2019  | 2 sierpnia 2019           |
| 30 | 10 | Chapter X    | Justin Simien              | Justin Simien                   | 2 sierpnia 2019  | 2 sierpnia 2019           |

## Produkcja
5 maja 2016 roku, platforma Netflix zamówiła pierwszy sezon. W lipcu 2016 roku poinformowano, że Logan Browning i Brandon P. Bell zagrają w komedii.
We wrześniu 2016 roku, do obsady dołączyli: DeRon Horton, Antoinette Robertson, John Patrick Amedori, Marque Richardson, Ashley Blaine Featherson, Mia Jervier, Wyatt Nash, Brant Daugherty, Jeremy Tardy, Jemar Michael oraz Nia Long. 30 czerwca 2017 roku, platforma Netflix ogłosiła przedłużenie serialu o drugi sezon, a 22 czerwca 2018 roku, przedłużenie serialu o trzeci sezon.
Na początku października 2019 roku platforma Netflix ogłosiła zamówienie czwartego sezonu serialu, który jest finałową serią